# Niphargus ilidzensis ssp. slovenicus
Niphargus ilidzensis ssp. slovenicus је подврста животињске врсте Niphargus ilidzensis, класе Crustacea, која припада реду Amphipoda. 

## Угроженост
Ова врста се сматра рањивом у погледу угрожености врсте од изумирања.

## Распрострањење
Словенија је једино познато природно станиште врсте.

## Станиште
Станиште врсте су слатководна подручја.